# Lluís Oriach
Lluís Oriach i Caselles (Mataró, 1847-Barcelona, 1937) fue un vidriero modernista español.
Se formó en el taller Dietrich de Barcelona y posteriormente fue director artístico del taller de Joan Espinagosa. Más adelante fundó su propio taller, junto con su hijo Antoni. Trabajó para arquitectos como Manuel Raspall, Josep Maria Jujol y Cèsar Martinell, destacando por la calidad de sus acabados. Entre otras obras, realizaron diversos vitrales para las basílicas de Santa María del Mar y Santa María del Pino.